# Jeremy Fox
Jeremy Robert Fox (Pewsey, 19 settembre 1941 – 28 aprile 2023) è stato un pentatleta britannico.

## Palmarès
In carriera ha conseguito i seguenti risultati:
- Giochi olimpici:

Montreal 1976: oro nel pentathlon moderno a squadre.
- Mondiali:

Città del Messico 1975: bronzo nel pentathlon moderno individuale.